# Понтнув (Нижньосілезьке воєводство)
Понтнув (пол. Pątnów) — село в Польщі, у гміні Хойнув Леґницького повіту Нижньосілезького воєводства.
Населення — 266 осіб (2011).
У 1975-1998 роках село належало до Легницького воєводства.

## Демографія
Демографічна структура станом на 31 березня 2011 року:
|          | Загалом | Допрацездатний вік | Працездатний вік | Постпрацездатний вік |
| -------- | ------- | ------------------ | ---------------- | -------------------- |
| Чоловіки | 132     | 29                 | 95               | 8                    |
| Жінки    | 134     | 33                 | 75               | 26                   |
| Разом    | 266     | 62                 | 170              | 34                   |